# Lineáris algebra
A lineáris algebra a matematika (konkrétan az algebra) egyik tudományága, mely jelentős geometriai, fizikai és mérnöki alkalmazásokkal rendelkezik, sőt születtek próbálkozások még a társadalomtudományokban való alkalmazására is (pl.: a modern közgazdaság-tudomány elképzelhetetlen lenne lineáris algebra nélkül). Tárgya a vektorok, vektorterek vagy lineáris terek, és lineáris leképezések (a vektorterek homomorfizmusainak) vizsgálata.

## A „linearitás” fogalma

### Matematikai meghatározás a linearitásra
A lineáris algebra a lineáris terek avagy vektorterek algebrája. A megszokott valós számok körében maradva, egy változókat is tartalmazó betűkifejezés akkor lineáris, ha a változóknak egymással csak az algebrai összege (összeadása/kivonása) szerepel: szorzása nem (tehát: változó konkrét számmal való szorzása megengedett, de változóval való szorzása nem; ide értve az önmagával való szorzást is). Tehát például, ha x és y a valós számok halmazán értelmezett változók, akkor (3/4)x és 3x+4ey lineáris betűkifejezései ezen változóknak, míg x2 = xx és xy nem. A linearitás így tulajdonképpen a fő változók magasabb hatványainak hiányát jelenti - ez mind számolástechnikai, mind elméleti szempontból jelentős egyszerűsítés.
Mindez precízebben absztrakt algebrai eszközökkel és axiomatikus módon, a vektortér (lineáris tér) fogalmára alapozva mondható el. A lineáris terek ún. operátorstruktúrák, két halmazból állnak, a skalárok vagy operátorok Ω halmazából és egy (L,+) csoportból, és értelmezve van még egy f:Ω×L→Ω művelet, az ún. operátorral vagy skalárral való szorzás, a + és f művelet tulajdonságait pedig a vektortéraxiómák adják meg. Ha ω∈Ω és x∈L, akkor az f(ω,x) elemet röviden csak ωx jelöli.
A „lineáris” szó mindent egybevéve arra utal, hogy az ilyen, T halmaz feletti „lineáris” L algebrai operátorstruktúrák algebrai kifejezései az x1, x2,…, xn, … ∈L változókból és ω1, ω2, … , ωn, … ∈Ω skalárokból úgy épülnek fel, hogy a kifejezésekben e változók nem szerepelhetnek 1-nél magasabb fokú hatványon, tehát a következő alakúak:

### Példák és motiváció
Valószínűleg a legismertebb példa a valós számok halmaza feletti lineáris kifejezéseké. Itt mind az Ω operátortartomány, mind az L csoport maga (R,+), az f(ωx) függvény pedig az ωx valós számok hagyományos összeszorzása. Ez esetben a fenti meghatározás alapján ellenőrizhetően lineáris kifejezés például
viszont nem lineáris a következő:
mivel az első változó négyzetre van emelve, holott mindegyik változó csak a 0 vagy az 1 hatványon szerepelhet.
Hasonló, de talán fontosabb példát kapunk, ha valós számok (~ egydimenziós valós vektorok) helyett n dimenziós (n∈N természetes szám) valós vektorokat tekintünk alaphalmaznak.

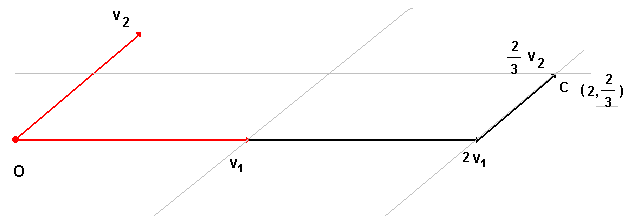
A sík koordinátázása vektorok segítségével, hasonló módon a tér leírása is lehetséges. Az ábrán az O kezdőpontból két bázisvektor indul ki, a választott C célpont koordinátái 2 és 2/3, mivel az első vektornak a kétszeresét, majd a másodiknak a kétharmadszorosát kell felmérni, hogy a kezdőpontból a célpontba jussunk. Ez azt jelenti, az O-ból C-be mutató vektor lineáris kifejezése a piros bázisvektoroknak: OC = 2v_{1}+(2/3)v_{2}.

Az ilyen kifejezések tanulmányozásához a fő motivációt a hétköznapokban háromdimenziósnak megszokott terünk felépítése adhatja. Terünk leírható úgy, hogy rögzítünk egy pontot (kezdőpont) és három belőle kiinduló páronként merőleges irányított szakaszt (vektort), majd bármely ebből a pontból egy másik célpontba történő elmozdulást leírható mint ezen vektorok valahányszorosának összege (tehát bármely két pont közti elmozdulás felbontható három összetevő összegére). A „(vala)hányszor” kérdésre válaszoló valós szorzótényezők a célpont koordinátái (természetesen ezek más-más alapvektorokat és kezdőpontot választva mások lesznek még rögzített célpont esetében is). A matematikában máshol is megfigyeltek hasonló jelenségeket, például egy közönséges vagy egy parciális n-edrendű differenciálegyenletnek általában végtelen sok megoldása van, de ezek „teret alkotnak”, koordinátázhatóak úgy, hogy kiválasztunk n db. megoldást, és valamilyen valós együtthatóval megszorozva, összeadjuk őket. Részben az ilyesfajta észrevételek vezettek a lineáris kifejezések tanulmányozásához és a lineáris tér fogalmának megalkotásához.

## Történelem
A lineáris algebrát a lineáris egyenletrendszerek (ide értve nemcsak a valós algebrai, hanem a valós differenciálegyenlet-rendszereket is) megoldásának szüksége hívta életre. Két lineáris egyenletből álló kétismeretlenes egyenletrendszerhez vezető problémákat már az ókori babiloni matematikai szövegek is tárgyaltak (egy ilyen, földterületek nagyságát kérdező feladat, mely mai jelölésekkel az x+y=1800 és (2/3)x-(1/2)y=500 egyenletrendszerre vezet, az x=y feltételezés segítségével, tehát az ún. hamis feltevés módszerével oldották meg).
Kevés számú (2-3) ismeretlent és egyenletet tartalmazó lineáris egyenletrendszert a fenti módszerrel vagy egyéb ad hoc módon (valamilyen ügyes okoskodással, de az általános, minden egyenletrendszerre működő megoldások mellőzésével) is könnyű megoldani, de a nagyobb rendszereknek már a felírása, áttekintése is csak valamilyen rendszeresség vagy algoritmus útján célszerű.
Az első ilyen próbálkozás a 2000 évvel ezelőtti Kínából ismert: a Jiuzhang Suanshu (九章算術, magyarul „A matematikai művészet kilenc fejezete”) c. könyvben az együtthatókat négyzetes táblázatokba rendezték (ezeket „fang-cseng”-nek nevezték), ezek pedig a modern mátrix-fogalom előképének számíthatóak.
A kínaiak ismertek azon eljáráshoz hasonló megoldási módszert is, amelyet ma Gauss-eliminációnak nevezünk Gauss (1777 – 1855) német „matematikusfejedelem” után . Ezt Gauss a Ceresz nevű törpebolygó pályájának számításakor fedezte fel újra (ennek során 6 ismeretlenes lineáris egyenletrendszerek vizsgálatára kényszerült), és „eliminatio” (~ „kiküszöbölés”) néven említve, a Theoria Motus Corporum Coelestium c. könyvében (1809) publikálta. Néhány évvel korábbról, de szintén Gausstól származik a determináns elnevezés is (1801), noha keleten a japán Seki azt már 1683-ban is definiálta. A determinánselmélet első összefoglaló és rendszeres kifejtése Augustin Cauchy érdeme (1812).
A modern lineáris algebra születése két 19. századi évszámhoz kötődik (1843 és 1844). A lineáris tér fogalmára már Leibniz is tett utalásokat, azonban írásai csak jóval halála után, 1883-ban jelentek meg. Gondolatainak továbbfejlesztésére pályázatot írtak ki. Az ez irányban tett első jelentős lépés 1843-ban William Rowan Hamilton (a vektor kifejezés megalkotója) nevéhez fűződik a kvaterniók bevezetésével. Hamilton már 1841 körül is írt a komplex számok kapcsán n dimenziós vektorterekről; a komplex számokat mint a valós test feletti kétdimenziós vektorteret írta le (ennek a leírásnak n dimenziós általánosítása vezetett a kvaterniófogalomhoz, mikor is n=4). A Leibniz-pályázatot mégis Hermann Günther Grassmann nyerte meg. 1844-ben kiadta a Die lineale Ausdehnungslehre c. könyvét, amelyben (és más munkáiban) Hamiltontól függetlenül tárgyalta a vektorterek és a lineáris függetlenség fogalmát, de munkája már az általánosabb moduluselméletből is tartalmazott fogalmakat. Az ő munkássága azonban nem gyakorolt azonnali hatást, mivel csak egészen szűk körben (ide tartozott maga Hamilton is) ismerték fel eredményei fontosságát.
Bár a determináns fogalma (lényegében a kifejtési tételre alapozott induktív definícióval) már korábban is ismert volt, az egyik legalapvetőbb lineáris algebrai fogalom, a mátrixé (amely igazából alapvetőbb a determinánsénál), a mátrixműveleti szabályokkal együtt, csak 1857-ben nyert polgárjogot Arthur Cayley nyomán (aki a 2×2-es mátrixokat és műveleteit vezette be). James Sylvester 1884-ben definiálta a rang fogalmát mátrixokra.
A huszadik században a lineáris algebra rengeteg alkalmazást nyert, nemcsak a matematikán belül, de a fizikában is. A „műszaki” életben pedig megkerülhetetlenek. Ha egy mérnök a folytonosság szemléletétől és problémáitól mentes (azaz diszkrét jellegű) feladat elé kerül, igen valószínű, hogy a megoldásban előbb-utóbb megjelennek valahol a lineáris algebrai fogalmak is - ezek megjelenése természetesen a „folytonosság” megléte esetén sem kizárt.

## A lineáris algebra főbb területei, fogalmai

### Elemi lineáris algebra
E terület foglalkozik a valós/komplex számok teste feletti elsőfokú egyenletrendszerek, vektorok, mátrixok, geometriai transzformációk vizsgálatával. Fontosabb fogalmak:
- vektor, síkvektorok, térvektorok és n dimenziós vektorok,
- vektorok összeadása, kivonása, számmal való szorzása, skaláris szorzata és vektoriális szorzata
- mátrixok és determinánsok, kifejtés
- Valós együtthatós lineáris egyenletrendszerek megoldása, Cramer-szabály, Gauss-eljárás

### Strukturális lineáris algebra
A lineáris algebrai fogalmakat absztrakt algebrai szemléletben tárgyalja. Fontosabb fogalmak:
- modulusok
- vektorterek
- lineáris összefüggőség, lineáris függetlenség
- generátorrendszer, bázis, dimenzió
- vektortérhomomorfizmusok = lineáris transzformációk,
- struktúratételek (homomorfizmustétel, direktösszeg-tétel)

### Mátrixalgebra
A műszaki alkalmazásokban kiemelt szerepet játszó mátrixok vizsgálata. Annyira fontos szerepet játszik és oly hatalmas terület, hogy érdemes elkülöníteni. Fontosabb fogalmak:
- mátrixműveletek és tulajdonságai: összeadás, lineáris kombinálás, mátrixszorzás, determináns, és mindezek numerikus analízisbeli alkalmazásai.
- Mátrix invertálhatósága
- Mátrix rangja
- Speciális mátrixok: nullmátrix, egységmátrix, háromszögmátrix, permutáló mátrix, hermitikus mátrix, diagonális mátrix, szimmetrikus mátrix, ferdén szimmetrikus mátrix, projektor mátrix

## Alkalmazások

### Matematikán belül
A lineáris algebra matematikai alkalmazásai. Fontosabb fogalmak:
- Vandermonde-determináns
- interpoláció
- polinomok rezultánsa
- analízis (lineáris differenciálegyenletek, Wronski-determináns, többváltozós differenciálszámítás)
- numerikus analízis (felbontások, lineáris rekurzió, mátrixnormák

### Matematikán kívüli alkalmazások
- Rengeteg alkalmazást találhatunk a matematikán belül.
  - Például, minthogy fogalmai előkerülnek a differenciálegyenletek elméletében, ezért a lineáris algebra igen fontos a műszaki életben, bármilyen fajta mérnöki elméleti tevékenység nagy valószínűséggel differenciálegyenletek kezelését is jelenti.
- A lineáris algebra a „valódi”, fizikai tér és az abban végzett mozgás leírásának egyik elsődleges eszköze, a lineáris algebra bizonyos fogalmai (vektor, transzformáció) ezek leírására szolgálnak. Így lévén, a lineáris algebra nyelve arra szolgál, hogy folytonos vagy annak gondolt mozgásokat diszkrét adatokká alakítsunk át (koordinátázzuk). Például ez teszi alkalmassá a „diszkrét gondolkodású” számítógépeket is, hogy a teret segítségükkel rekonstruáljuk, ami részint hasznos, részint szórakoztató (gondoljunk a vektorgrafikus módszerrel készült képekre, a fotóretusáló programok mátrixalapú szűrőire, vagy a modern számítógépes játékok grafikájára). A lineáris egyenletrendszerek azonban nemcsak a köznapi életben fordulnak elő. Aligha túlzás azt mondani, hogy a tudományos vagy műszaki életben előforduló számítások legnagyobb része lineáris algebrai jellegű. Lásd még számítógépes képfeldolgozás.
- A lineáris algebra az elméleti fizika egyik alapvető eszköze lett (gondoljunk a kvantummechanikában alapvető a Hilbert-tér fogalmára).

## Ajánlott irodalom
- Freud Róbert: Lineáris algebra. ELTE Eötvös Kiadó, Bp. 1998. ISBN 963-463-080-4.
- Rózsa Pál: Lineáris algebra. Tankönyvkiadó, Bp. 1991 ISBN 963-183-163-9
- Krekó Béla: Lineáris algebra  Közgazdasági és Jogi Könyvkiadó 1976 ISBN 963-220-289-9

- Gaál István, Kozma László: Lineáris algebra. Kossuth Egyetemi Kiadó, Debrecen 2007.
- Hajnal Imre: Matematika I. Gimnáziumi tankönyv. Nemzeti Tankönyvkiadó, Bp. 1994 ISBN 963-18-5861-8 .
- Lax Péter (Peter D. Lax): Lineáris algebra és alkalmazásai. Akadémiai Kiadó Bp. 2008  ISBN 978-963-05-8632-0
- Dr. Leitold Adrien: Lineáris algebra példatár mérnök informatikusoknak. ISBN 978-963-279-513-3 .
- Scharnitzky Viktor: Mátrixszámítás. Bolyai-könyvek. Műszaki Könyvkiadó, Bp. 6. kiad. 1998. ISBN 963-16-3005-6 .
- Dr. Szendrei János: Algebra és számelmélet. Tanárképző Főiskolai könyvek. Nemzeti Tankönyvkiadó, Budapest. ISBN 963-18-7433-8 .
- Grassmann, Hermann, Die lineale Ausdehnungslehre ein neuer Zweig der Mathematik: dargestellt und durch Anwendungen auf die übrigen Zweige der Mathematik, wie auch auf die Statik, Mechanik, die Lehre vom Magnetismus und die Krystallonomie erläutert, O. Wigand, Leipzig, 1844.